# تومیسم
تومیست‌ها، طرفداران توماس آکویناس هستند.

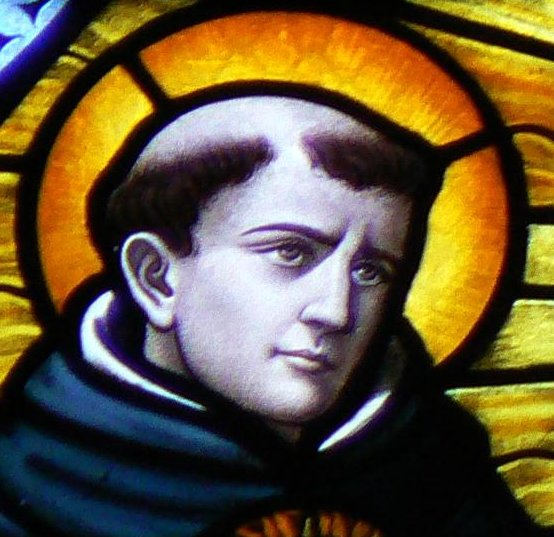
توماس آکویناس

نوشته‌های توماس آکویناس یا توماس قدیس یا توماس داکوین (۱۲۷۴–۱۲۲۵میلادی) را می‌توان نقطه‌عطفی در گذار تمدن غربی از اندیشه دوران باستان (یونان و روم قدیم) به دنیای مدرن دانست. او در راس دیگر دومینیکن‌های قرن سیزدهم میلادی، با تکیه بر برخی از اندیشه‌ای ارسطو، تفسیری متفاوت از رویکرد متالهین نو افلاطونی غالب بر کلیسا در قرون وسطی ارائه داد و راه را برای خرد ورزی مدرن در سده‌های بعدی باز کرد. نو افلاطونیان به صورت‌های کلی مستقل از افراد اعتقاد داشتند و اینکه شناخت حقیقت در گرو دست یافتن به این صورت‌های کلی است. به عقیده آن‌ها از عالم افراد و زندگی حسی (تجربی) فناپذیر راهی به دنیای ازلی و ابدی حقایق صورت‌های کلی وجود ندارد. دوگانگی بین جسم میرنده و روح جاودانه انعکاسی از دوگانگی دنیای حسی (افراد) و عالم صورت‌های کلی است. توماس آکویناس با تفسیر ارسطویی از صورت‌های کلی، دسترسی به آن‌ها را از طریق انتزاعات عقل فردی امکان‌پذیر دانست. به عقیده وی عقل انسان با تحلیل پدیده‌های فردی و با توسل به فرایند انتزاع می‌تواند به درک صورت‌های کلی نائل آید. نتیجه این رویکرد جدید، اهمیت دادن به مشاهدات تجربی و مشروعیت بخشیدن به عقل برای استنتاج‌های انتزاعی از این مشاهدات بود. ارسطوگرایی توماس آکویناس در حقیقت زمینه را جهت رشد رویکردهای علمی مدرن آماده ساخت. آکویناس بر این باور بود که فلسفه و الهیات نه تنها در تضاد با هم نیستند بلکه مکمل یکدیگر برای رسیدن به حقیقت‌اند. از نظر وی، دانش انسانی مجموعه‌ای بزرگ از یک نظام سلسله مراتبی است که در قاعده آن‌ها علوم قرار دارد، بالاتر از علوم فلسفه و در راس همگی آن‌ها الهیات است. وحی و مکاشفه که ناظر بر راس هرم دانش است موجب محو و بلاموضوع شدن ارزش‌ها و حقایق انسانی در قاعده هرم نمی‌شود. فلسفه بر مبنای اصول کشف شده توسط عقل حرکت می‌کند و الهیات از وحی تعبدی الهام می‌گیرد. آکویناس تأکید می‌کند که وحی الهی به هیچ‌وجه در تضاد با آنچه که انسان‌ها با عقل طبیعی خود کشف می‌کنند نیست. (۱) او در «جامع الهیات» خود (کتاب دوم) به بحث عقلی درباره‌ی موضوعات اجتماعی و اقتصادی می‌پردازد. برخی از مهم‌ترین مورخان اندیشه اقتصادی بر این عقیده‌اند که مباحث آکویناس در اقتصاد به ویژه درباره‌ی قیمت عادلانه نقطه آغازی در طرح رویکرد مدرن به فعالیت‌های اقتصادی است. همچنان فلسفه توماس آکوئیناس در عصر حاضر در کلیساها تدریس می‌شود او با بهره‌گیری از ایمان و عقل به سؤالاتی که در دین مطرح می‌شد پاسخ می‌داد. وی اعتقاد داشت که عقل باید در خدمت دین قرار گیرد البته عقلی که وجود خدا را تأیید کند.

## اصول عقاید در امور سیاسی
- انسان موجودی سیاسی و اجتماعی است.
- دولت و جامعه: هدف دولت حفظ منافع جامعه است و این منظور با وحدت کامل جامعه تشکیل و جبهه‌ی محکم در برابر دشمن میسر می‌گردد.
- مبدأ حکومت از جانب خدا است.
- رابطه فرد با دولت: حکومت نباید به تابعین خود ستم کند و حاکم نباید ستمگر باشد.
- بهترین شکل حکومت حکومت پادشاهی (به شرط تمرکز قانون و قدرت قانون) است.
- شورش ضد حکومت جایز نیست و هرگونه تغییر در حکومت باید از طریق قانونی و حقوقی و قضایی انجام پذیرد. زیرا مبدأ حکومت آسمانی و الهی است. اگر فردی نتوانست به وسیله قانونی و حقوقی جبران خسارات وارده به خود را از دولت بخواهد دولت را واگذار به خدا کند.
- کلیسا مقدم بر دولت است و رئیس دولت باید مطیع امر رئیس کلیسا باشد.
- حقوق: یک حقوق جاودانی یا قانون عالم و حکمت الهی وجود دارد که مدار عالم هستی است و بر اساس طلب سعادت و نیکی و اجتناب از شرارت و بدی قرار گرفته و خارج از حوزه قدرت آدمی است.
- جنگ بر حق است و آیین حقانیت جنگ بر پایه‌ی آیین جنگ کاتولیک روم قرار دارد. اما دروغ و نقض قول، پیمان‌شکنی، و قتل زنان و کودکان در جنگ ممنوع است.